# Oligoryzomys brendae
Oligoryzomys brendae là một loài động vật có vú trong họ Cricetidae, bộ Gặm nhấm. Loài này được Massoia miêu tả năm 1998.